# Cachaille
La cachaille (ou cassaille) est un fromage fort, originaire du Sud-Est de la France et plus spécialement de la région provençale.

## Origine
Cette préparation fromagère était initialement une fabrication familiale où chaque foyer avait sa méthode d'élaboration. Les premières références à ce fromage viendraient du village de Puimichel dans les Alpes provençales,. Les habitants de Reillanne, connus pour leur esprit d'économie, portaient le sobriquet moqueur de mangea-cacheïo (mangeurs de cachaille), ce qui laissait à penser qu'ils se nourrissaient uniquement de tommes sèches fermentées.  Sa réputation et son élaboration s'étendirent rapidement puisqu'il est signalé sous la Révolution des Alpes du Sud jusqu'à Marseille. Son commerce est mentionné lors de plusieurs foires : « Nous ne parlerons que pour mémoire et à cause de son ancienne importance dans l'alimentation des paysans du broussin ou fromàgi couiènt (la cachaille), dont on s'approvisionnait à la foire annuelle de Saint-Jean-de-Guarguier près de Gémenos. » dans les Bouches-du-Rhône.

## Autres dénominations
La diffusion géographique de cette préparation fromagère lui a fait adopter différentes dénominations. Elle se nomme cacheille, au pied de la montagne de Lure, et plus spécifiquement dans la région de Banon, catcha dans le Haut-Verdon, fuorte dans le Queyras et toupina dans le Briançonnais.

## Ingrédients
Cette mixture de haut goût est basée sur la fermentation de restes de fromages tomes de brebis et brousses de chèvre avec une possible adjonction de restes de fromages divers. Pour parfaire son goût, on y ajoute d’autres ingrédients tels que eau-de-vie, vin blanc, vinaigre, oignon, ail, huile d’olive, sel et poivre.

## Préparation

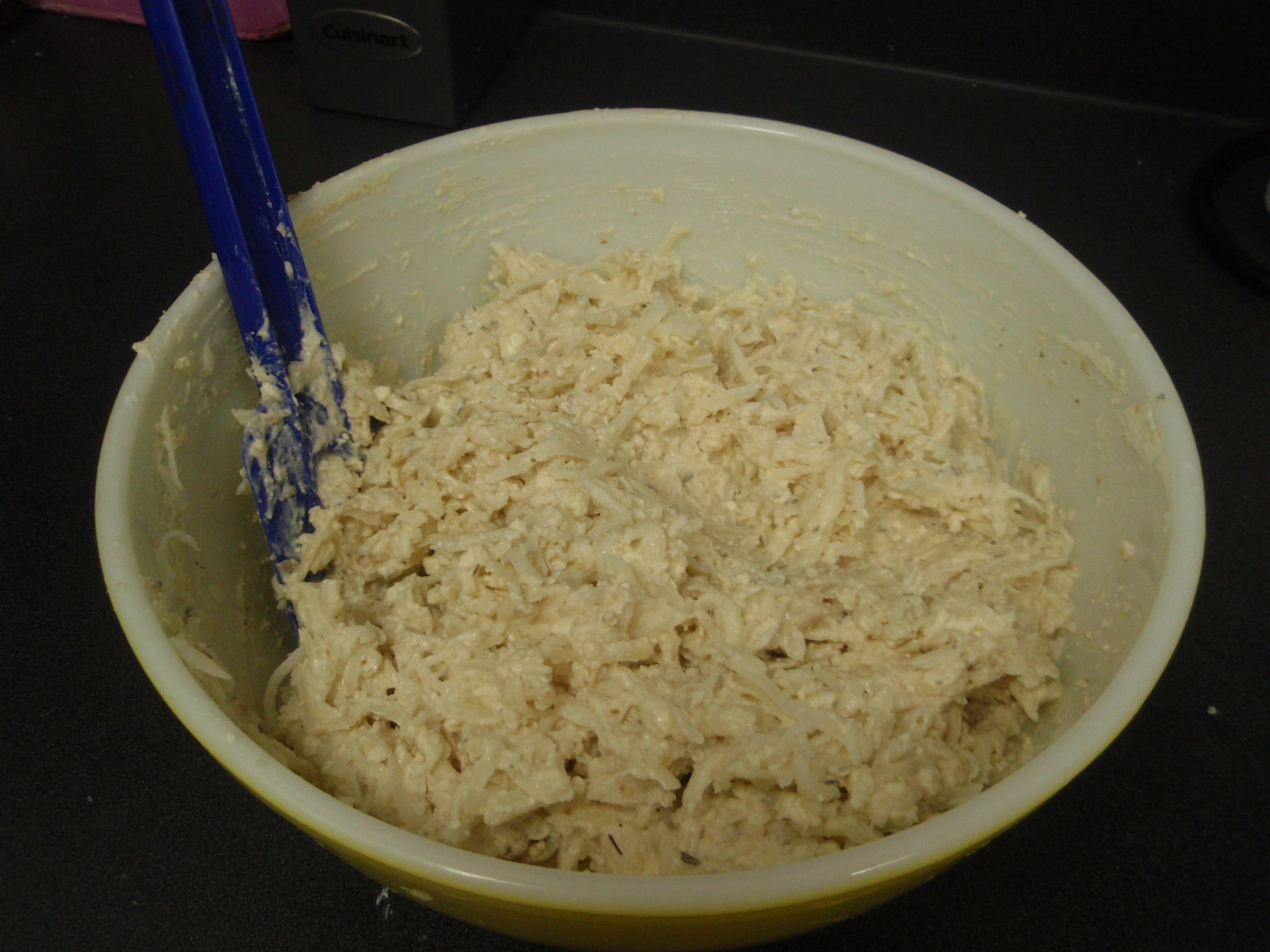
Préparation de la cachaille dans les Alpes du Sud.

Le fromage sec râpé est mouillé avec de l'eau-de-vie, du vin blanc et de l’huile (le plus souvent d’olive). À cette base est ensuite mêlé du fromage frais n’ayant pas plus de trois jours, le tout doit être bien mélangé.
Frédéric Zégierman, journaliste gastronomique, explique : « Il y a deux sortes de cachaille : celle où la fermentation n’a pas eu le temps de se développer (le produit étant consommé dans les jours suivant sa fabrication) et celle où la fermentation est nécessaire pour « digérer » les vieux restes de fromage. ».
L'affinage dure entre deux et trois mois et fonctionne ensuite en continu, si l'on prend soin de rajouter une quantité équivalente de fromage après chaque retrait, afin que le pot ne désemplisse pas. C'est dans ces conditions que la cachaille peut se conserver jusqu'à 20 ans  d'âge.

## Consommation

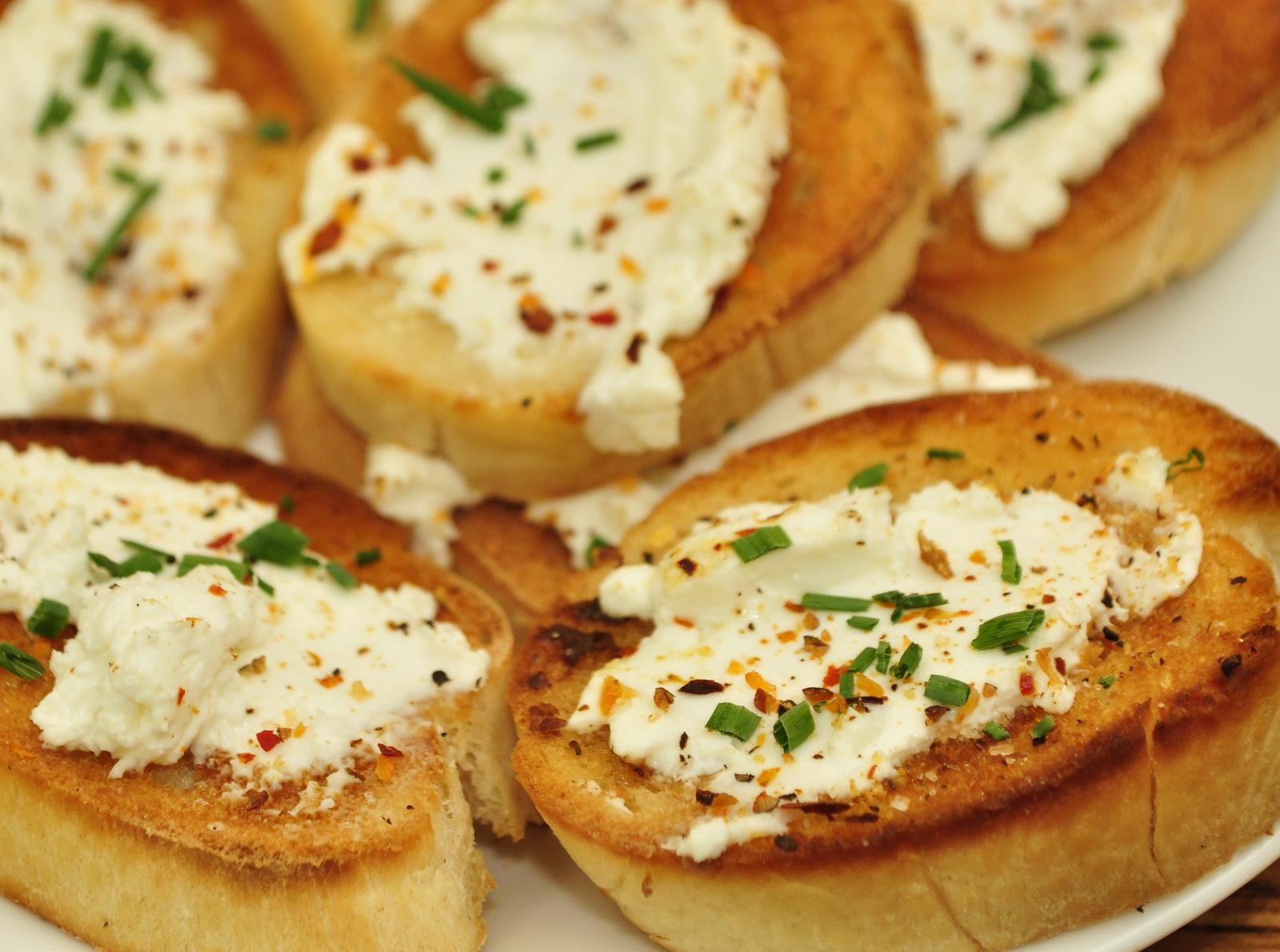
Tartines de cachaille fraîche.

La cachaille se consomme généralement à l'étalée sur des tranches de pain. Celles-ci peuvent être soient grillées, poivrées, oignonnées ou huilées. On peut la déguster avec vin blanc ou rosé. Elle s'accorde aussi très bien avec des pommes de terre vapeur servies avec un verre de vin rouge. On l'accompagne, en Provence, de figues fraîches ou sèches afin d'apaiser sa force.

## Commercialisation
Devenu de nos jours un typique produit du terroir, ce fromage se trouve facilement sur les marchés de producteurs de la région provençale. Il se vend conditionné en pot de verre, ce qui met en valeur « cette crème onctueuse, de couleur crème, vaguement jaunissante ou bleuissante. ».

## Cachaille et médias
La cachaille explique Pierre Magnan : « c'était le réceptacle, dans un profond toupin vernissé, au fond le plus obscur des placards, de toute l'imagination bas-alpine. ».
Michèle Torr a présenté sa cachaille, une recette de son grand-père, sur un plateau de télévision, lors d'une émission de Sébastien Cauet.